# Wood Green (London Underground)

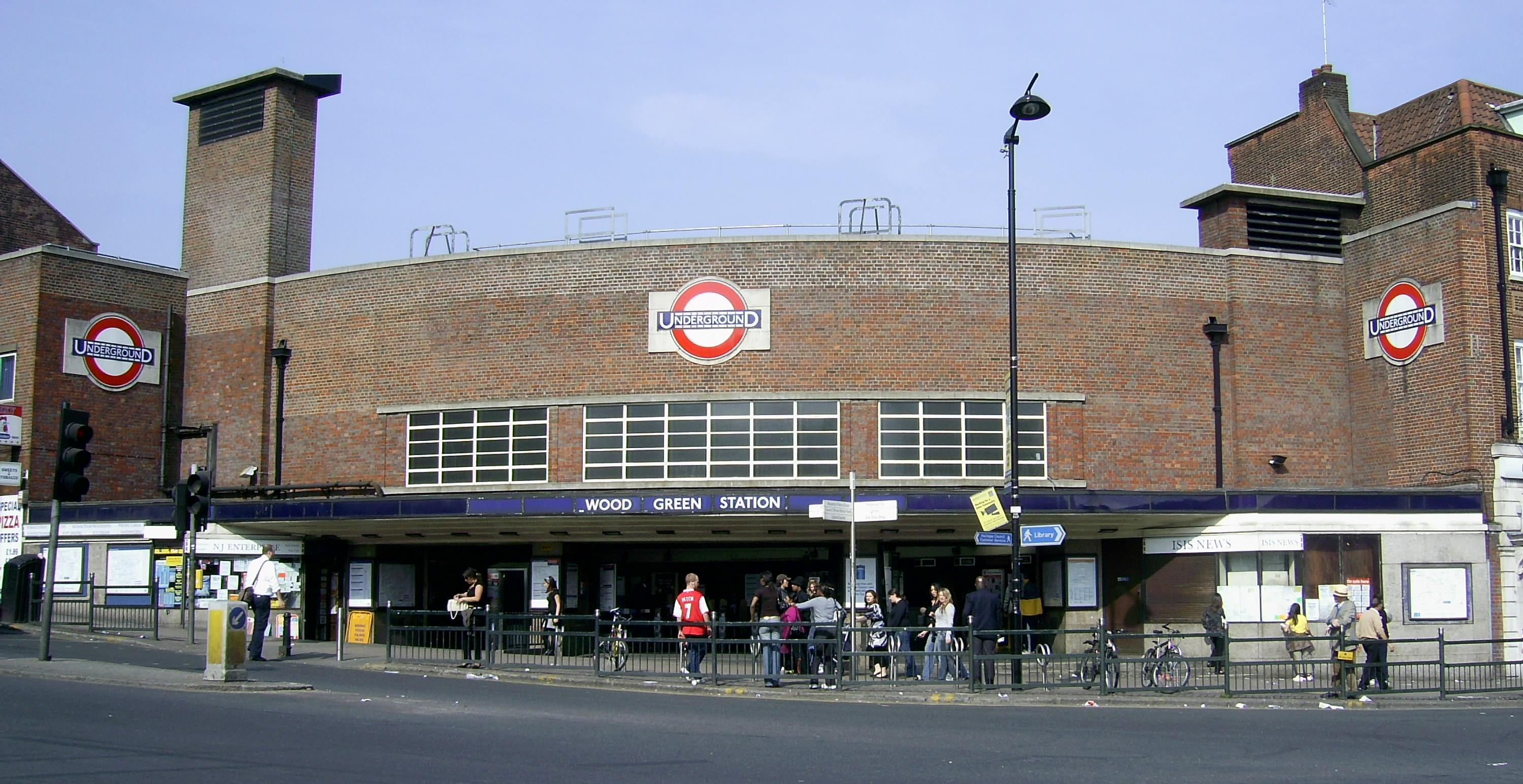
Stationsgebäude

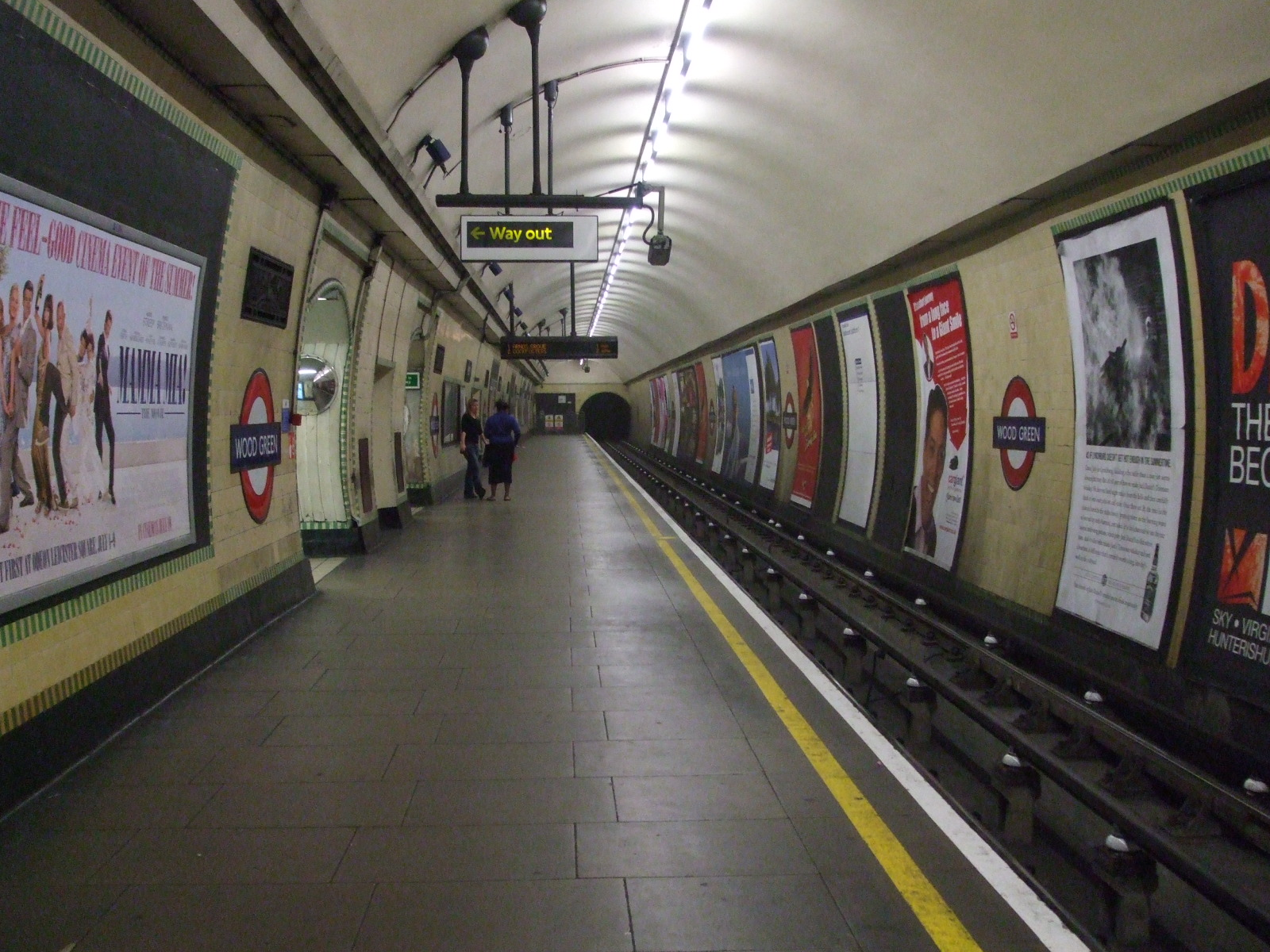
Bahnsteig in Richtung Norden

Wood Green ist eine unterirdische Station der London Underground im Stadtbezirk London Borough of Haringey. Sie liegt in der Travelcard-Tarifzone 3, an der Kreuzung der Hauptstraßen High Road und Lordship Lane. Im Jahr 2013 nutzten 12,44 Millionen Fahrgäste diese von der Piccadilly Line bediente Station. In unmittelbarer Nähe befinden sich das Einkaufszentrum The Mall und die Bezirksverwaltung von Haringey.

## Anlage
Wie alle Stationen im nördlichen Teil der Piccadilly Line ist auch diese von Charles Holden entworfen worden. Das Stationsgebäude ist ein gut erhaltenes Beispiel des modernistischen Stils für Bauwerke entlang der Piccadilly Line. Dominierendes Baumaterial sind rote Ziegelsteine. Aufgrund der Lage an der Ecke einer Straßenkreuzung ist die Hauptfassade gekrümmt. Diese wird von zwei Ventilationsschächten mit Läden flankiert. Obergaden lassen das Tageslicht in die elliptisch geformte Schalterhalle einfallen. Seit 2011 steht das Gebäude unter Denkmalschutz (Grade II).
Nördlich der Station befindet sich ein zusätzliches Stumpfgleis. Es wird im regulären Verkehr zwar nicht genutzt, hingegen können hier verspätete Züge gewendet werden, so dass die Weiterfahrt bis zur Endstation entfallen kann. Der Bahnhof Alexandra Palace liegt rund 700 Meter weiter westlich und hieß ursprünglich ebenfalls Wood Green. Um Verwechslungen zu vermeiden, wurde er 1984 umbenannt.

## Geschichte
Die Eröffnung der Station erfolgte am 19. September 1932, als die Piccadilly Line von Finsbury Park aus in Richtung Norden nach Arnos Grove verlängert wurde. Als Stationsnamen waren ursprünglich auch Lordship Lane und Wood Green Central im Gespräch.
Am 16. März 1976 verübte die Provisional Irish Republican Army hier einen Bombenanschlag. In einem leeren Zug, der gerade zum Stumpfgleis unterwegs war, um dort zu wenden, explodierte ein Sprengsatz. Dabei wurde eine Person auf dem Bahnsteig durch herumfliegende Glassplitter verletzt. Aufgrund der Terroranschläge vom 7. Juli 2005 war die Station einige Wochen geschlossen; am 4. August erfolgte die Wiedereröffnung.
In Planungen aus dem Jahre 2015 ist der Bahnhof als möglicher Halt des Crossrail 2 auf dem Abschnitt zwischen New Southgate und Seven Sisters eingetragen.